# برايان بلامر
برايان بلامر (بالإنجليزية: Brian Plummer)‏ هو كاتب ومدرس بريطاني، ولد في 11 سبتمبر 1936 في بريدجند ‏ في المملكة المتحدة، وتوفي في 12 سبتمبر 2003 في كيثنس في المملكة المتحدة.